# DDR-Oberliga 1949-1950
L'edizione 1949-50 della DDR-Oberliga vide la vittoria finale del ZSG Horch Zwickau.
Capocannoniere del torneo fu Heinz Satrapa (ZSG Horch Zwickau), con 23 reti.

## Classifica finale
|     | Classifica                           | Pt | G  | V  | N | P  | GF | GS |
| --- | ------------------------------------ | -- | -- | -- | - | -- | -- | -- |
| 1.  | ZSG Horch Zwickau                    | 41 | 26 | 20 | 1 | 5  | 69 | 27 |
| 2.  | SG Friedrichstadt                    | 39 | 26 | 18 | 3 | 5  | 87 | 29 |
| 3.  | BSG Waggonbau Dessau                 | 37 | 26 | 17 | 3 | 6  | 67 | 36 |
| 4.  | BSG KWU Erfurt                       | 35 | 26 | 15 | 5 | 6  | 58 | 30 |
| 5.  | ZSG Union Halle                      | 31 | 26 | 13 | 5 | 8  | 56 | 38 |
| 6.  | BSG Franz Mehring Marga              | 31 | 26 | 13 | 5 | 8  | 49 | 48 |
| 7.  | BSG Märkische Volksstimme Babelsberg | 24 | 26 | 10 | 4 | 12 | 42 | 66 |
| 8.  | ZSG Industrie Lipsia                 | 22 | 26 | 8  | 6 | 12 | 38 | 45 |
| 9.  | Einheit Meerane                      | 21 | 26 | 9  | 3 | 14 | 38 | 56 |
| 10. | BSG Hans Wendler Stendal             | 19 | 26 | 7  | 5 | 14 | 31 | 45 |
| 11. | SG Gera Süd                          | 19 | 26 | 6  | 7 | 13 | 34 | 54 |
| 12. | ZSG Altenburg                        | 17 | 26 | 6  | 5 | 15 | 34 | 50 |
| 13. | ZSG Anker Wismar                     | 17 | 26 | 6  | 5 | 15 | 35 | 60 |
| 14. | BSG Vorwärts Schwerin                | 11 | 26 | 4  | 3 | 19 | 30 | 84 |

### Verdetti
- ZSG Horch Zwickau campione della Germania Est 1949-50.
- ZSG Anker Wismar e 	BSG Vorwärts Schwerin retrocesse in DDR-Liga.
- Friedrichstadt dissolta per fuga di massa dei suoi giocatori verso la Germania Ovest.